# Persone di nome Suzanne
| Questa pagina contiene informazioni ricavate automaticamente dalle voci biografiche con l'ausilio del template Bio e di un bot. L'aggiornamento è periodico e automatico e ricostruisce completamente la pagina. Se manca una persona in questa lista, sei pregato di non aggiungerla, ma accertati piuttosto che la sua voce biografica contenga il template Bio e che i dati anagrafici siano correttamente compilati. Se il template Bio manca, inseriscilo tu stesso o, in alternativa, metti l'avviso {{tmp\|Bio}} che ne segnala la mancanza. Se i dati riportati sono sbagliati, correggi direttamente la voce biografica; le modifiche saranno visibili in questa lista entro pochi giorni. Per chiarimenti vedi il progetto antroponimi. La lista contiene solo le 79 persone che sono citate nell'enciclopedia e per le quali è stato implementato correttamente il template Bio. Pagina aggiornata al 23 mag 2025. |

Questa è una lista di persone presenti nell'enciclopedia che hanno il nome Suzanne, suddivise per attività principale.

## Allenatrici di calcio(1)
- Suzanne Bakker, allenatrice di calcio e ex calciatrice olandese (Hensbroek, n. 1986)

## Antropologhe(1)
- Suzanne Comhaire-Sylvain, antropologa e linguista haitiana (Port-au-Prince, n. 1898 - † 1975)

## Araldiste(1)
- Suzanne Gauthier, araldista, artista e miniaturista francese (Parigi, n. 1901 - Saint-Mandé, † 1981)

## Astronome(2)
- Suzanne E. Smrekar, astronoma statunitense
- Suzanne W. Tourtellotte, astronoma statunitense (n. 1945 - Hamden, † 2013)

## Attrici(18)
- Suzanne Bertish, attrice britannica (Londra, n. 1951)
- Suzanne Bianchetti, attrice francese (Parigi, n. 1889 - Parigi, † 1936)
- Suzanne Bing, attrice, traduttrice e pedagogista francese (Parigi, n. 1885 - Neuilly-sur-Seine, † 1967)
- Suzanne von Borsody, attrice tedesca (Monaco di Baviera, n. 1957)
- Annabella, attrice francese (Parigi, n. 1907 - Neuilly-sur-Seine, † 1996)
- Suzanne Clément, attrice canadese (Montréal, n. 1969)
- Suzanne Crough, attrice televisiva e doppiatrice statunitense (Fullerton, n. 1963 - Laughlin, † 2015)
- Suzanne Cryer, attrice statunitense (Rochester, n. 1967)
- Suzanne Flon, attrice francese (Le Kremlin-Bicêtre, n. 1918 - Parigi, † 2005)
- Suzanne Grandais, attrice francese (Parigi, n. 1893 - Vaudoy-en-Brie, † 1920)
- Suzanne Krull, attrice statunitense (New York, n. 1966 - Los Angeles, † 2013)
- Suzanne Le Bret, attrice francese (Le Havre, n. 1889 - Parigi, † 1928)
- Suzanne Pleshette, attrice statunitense (New York, n. 1937 - Los Angeles, † 2008)
- Suzanne Reuter, attrice svedese (Stoccolma, n. 1952)
- Suzanne Rogers, attrice e ballerina statunitense (Midland, n. 1943)
- Suzanne Shepherd, attrice e regista teatrale statunitense (Scranton, n. 1934 - Garfield, † 2023)
- Suzanne Somers, attrice, imprenditrice e scrittrice statunitense (San Bruno, n. 1946 - Palm Springs, † 2023)
- Suzie Toase, attrice britannica (Londra, n. 1968)

## Aviatrici(1)
- Suzanne Melk, aviatrice francese (Vesoul, n. 1908 - Durham, † 1951)

## Cantanti(1)
- Suzanne Adams, cantante statunitense (Cambridge, n. 1872 - Londra, † 1953)

## Cantautrici(1)
- Suzanne Vega, cantautrice statunitense (Santa Monica, n. 1959)

## Cestiste(3)
- Sue Bird, ex cestista statunitense (New York, n. 1980)
- Jackie Étienne, cestista francese (Tolone, n. 1938 - Ollioules, † 2013)
- Suzie McConnell, ex cestista e allenatrice di pallacanestro statunitense (Pittsburgh, n. 1966)

## Collezioniste d'arte(1)
- Suzanne Hecht Pontremoli, collezionista d'arte francese (Parigi, n. 1876 - Parigi, † 1956)

## Compositrici(1)
- Suzanne Ciani, compositrice e tastierista statunitense (Indiana, n. 1946)

## Conduttrici televisive(1)
- Suzanne Whang, conduttrice televisiva, attrice e comica statunitense (Contea di Arlington, n. 1962 - Los Angeles, † 2019)

## Danzatrici(2)
- Suzanne Farrell, ballerina statunitense (Cincinnati, n. 1945)
- Suzanne Perrottet, ballerina e pedagoga svizzera (Rolle, n. 1889 - Zurigo, † 1983)

## Dirigenti d'azienda(1)
- Suzanne Heywood, dirigente d'azienda britannica (Southampton, n. 1969)

## Discobole(1)
- Suzy Powell-Roos, ex discobola statunitense (Modesto, n. 1976)

## Ecologhe(1)
- Suzanne Simard, ecologa e botanica canadese (n. 1960)

## First lady(1)
- Suzanne Mubarak, first lady egiziana (Minya, n. 1941)

## Ginnaste(1)
- Suzanne Harmes, ex ginnasta olandese (Zoetermeer, n. 1986)

## Medici(1)
- Suzanne Jannin, medico e aviatrice francese (Belleville-sur-Meuse, n. 1912 - Lilla, † 1982)

## Modelle(2)
- Suzanne Angly, modella francese (Mulhouse, n. 1951)
- Suzanne Iskandar, modella francese (Comines, n. 1964)

## Montatrici(1)
- Suzanne Baron, montatrice francese (Nizza, n. 1927 - Parigi, † 1995)

## Nuotatrici(2)
- Suzanne Landells, ex nuotatrice australiana (n. 1964)
- Suzanne Zimmerman, nuotatrice statunitense (Portland, n. 1925 - † 2021)

## Organiste(1)
- Suzanne Chaisemartin, organista e insegnante francese (Choisy-le-Roi, n. 1921 - Parigi, † 2017)

## Pallavoliste(1)
- Suzanne Horner, pallavolista statunitense (State College, n. 1994)

## Partigiane(1)
- Suzanne Spaak, partigiana belga (Bruxelles, n. 1905 - Fresnes, † 1944)

## Pattinatrici artistiche su ghiaccio(1)
- Suzanne Morrow, pattinatrice artistica su ghiaccio canadese (Toronto, n. 1930 - Brantford, † 2006)

## Pattinatrici di short track(1)
- Suzanne Schulting, pattinatrice di short track olandese (Groninga, n. 1997)

## Pianiste(1)
- Suzanne Leenhoff, pianista olandese (Delft, n. 1829 - Parigi, † 1906)

## Pilote automobilistiche(1)
- Susie Wolff, ex pilota automobilistica britannica (Oban, n. 1982)

## Pittrici(3)
- Suzanne de Court, pittrice francese
- Suzanne Valadon, pittrice, modella e circense francese (Bessines-sur-Gartempe, n. 1865 - Parigi, † 1938)
- Suzanne Van Damme, pittrice belga (Gand, n. 1901 - Bruxelles, † 1986)

## Politiche(3)
- Suzanne Bonamici, politica e avvocato statunitense (Detroit, n. 1954)
- Suzanne Kosmas, politica statunitense (Washington, n. 1944)
- Susie Lee, politica statunitense (Canton, n. 1966)

## Sceneggiatrici(1)
- Suzanne Schiffman, sceneggiatrice e regista francese (Parigi, n. 1929 - Parigi, † 2001)

## Sciatrici alpine(1)
- Suzy Chaffee, ex sciatrice alpina, attrice e attivista statunitense (Rutland, n. 1946)

## Scrittrici(5)
- Suzanne Berne, scrittrice statunitense (Washington, n. 1961)
- Suzanne Blanc, scrittrice statunitense (Springfield, n. 1915 - † 1999)
- Suzanne Collins, scrittrice e sceneggiatrice statunitense (Hartford, n. 1962)
- Suzanne Labin, scrittrice e politologa francese (Parigi, n. 1913 - Parigi, † 2001)
- Suzanne Voilquin, scrittrice francese (Parigi, n. 1801 - Stati Uniti, † 1877)

## Soprani(1)
- Suzanne Danco, soprano e mezzosoprano belga (Bruxelles, n. 1911 - Fiesole, † 2000)

## Stiliste(1)
- Suzanne Belperron, stilista e designer francese (Saint-Claude, n. 1900 - Parigi, † 1983)

## Tenniste(5)
- Suzanne Amblard, tennista francese (Ville-d'Avray, n. 1896 - Parigi, † 1980)
- Suzanne Deve, tennista francese (Saint-Denis, n. 1901 - Sceaux, † 1994)
- Suzanne Lenglen, tennista francese (Parigi, n. 1899 - Parigi, † 1938)
- Suzanne Girod, tennista francese (Parigi, n. 1871 - Parigi, † 1926)
- Suzanne Schmitt, tennista francese (Parigi, n. 1928 - Suresnes, † 2019)

## Tiratrici a volo(1)
- Suzanne Balogh, tiratrice a volo australiana (n. 1973)

## Violiniste(1)
- Suzanne Chaigneau, violinista e docente francese (n. 1875 - † 1946)

## Senza attività specificata(5)
- Suzanne Benson, effettista statunitense
- Suzanne Boorsch, statunitense (n. 1937)
- Suzanne Curchod, svizzera (Crassier, n. 1739 - Losanna, † 1794)
- Suzanne Labrousse, francese (Vanxains, n. 1747 - Parigi, † 1821)
- Suzanne Noël, medica e attivista francese (Laon, n. 1878 - Parigi, † 1954)